# Habershonia defleta
Habershonia defleta là một loài bướm đêm trong họ Noctuidae.